# Marco Kurz
Marco Kurz (* 16. Mai 1969 in Stuttgart) ist ein deutscher Fußballtrainer und ehemaliger Fußballspieler. Zuletzt war er Cheftrainer des australischen A-League-Franchises Melbourne Victory.

## Laufbahn

### Karriere als Spieler

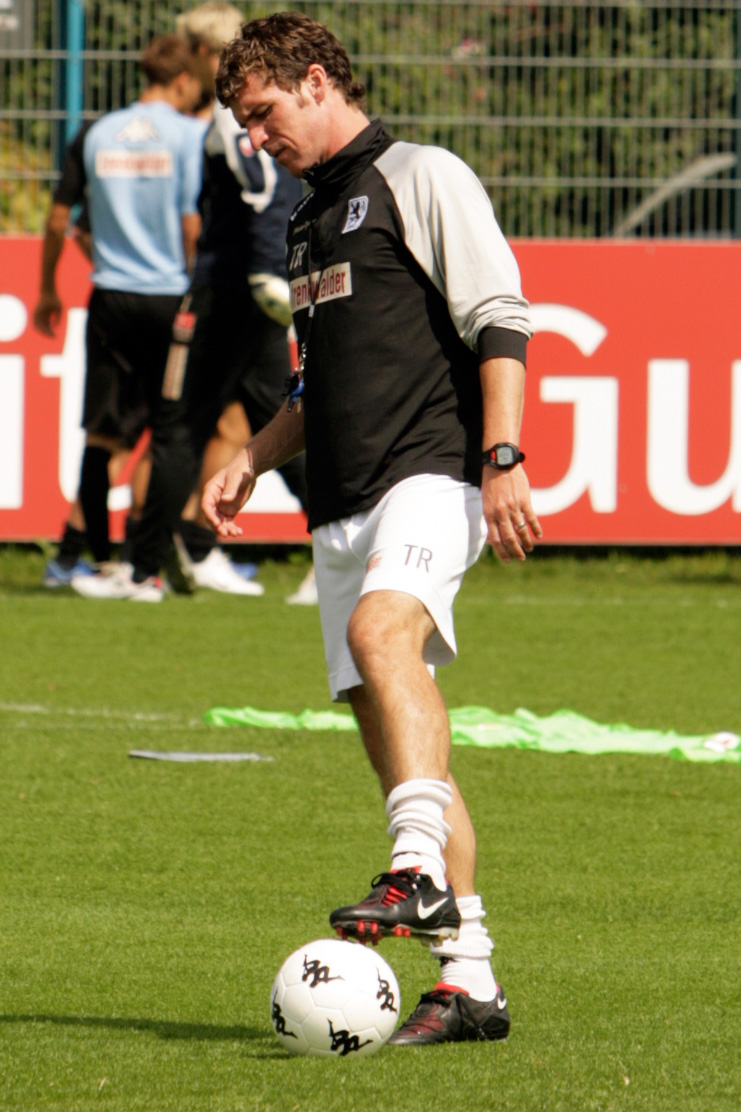
Kurz als Trainer des TSV 1860 München (2007)

Marco Kurz begann seine Profikarriere 1989 beim VfB Stuttgart. Nach einem Jahr wechselte er 1990 zum Bundesligisten 1. FC Nürnberg. Nach dem Abstieg des Clubs 1994 unterschrieb der Abwehrspieler bei Borussia Dortmund, mit denen er 1995 unter Ottmar Hitzfeld deutscher Meister wurde. Kurz wurde in dieser Saison allerdings nur vier Mal eingesetzt.
Nach dieser Meisterschaft wurde er vom Erzrivalen FC Schalke 04 verpflichtet, mit dem er 1997 unter Trainer Huub Stevens den UEFA-Pokal gewann.
Von 1998 bis zum Bundesliga-Abstieg 2004 spielte er beim TSV 1860 München.

### Karriere als Trainer

#### 2004–2006: Regionalliga
In der Winterpause der Saison 2004/05 wechselte Kurz zum SC Pfullendorf in die Regionalliga Süd. Bereits nach kurzer Zeit wurde er dort Spielertrainer und sicherte den Klassenerhalt in der Regionalliga. In der Saison 2005/06 war Kurz hauptamtlich als Trainer des SC Pfullendorf aktiv. Im Mai 2006 kehrte Kurz zu den „Löwen“ zurück und trainierte die Regionalligamannschaft des TSV 1860 München.

#### 2007–2012: 2. Bundesliga und Bundesligaaufstieg mit dem 1. FC Kaiserslautern
Zur Saison 2007/08 hätte Kurz zum Cheftrainer des TSV 1860 aufsteigen sollen. Weil aber der Verein das Arbeitsverhältnis mit Walter Schachner im März 2007 beendete, wurde Kurz bereits am 18. März 2007 zum Hauptverantwortlichen der ersten Mannschaft erklärt. Am 24. Februar 2009 wurde er beurlaubt. Unter der Leitung von Kurz gewann die Mannschaft in 63 Ligaspielen 18-mal. Wegen der angespannten finanziellen Lage von 1860 München waren Kurz bei der Gestaltung des Kaders Grenzen gesetzt.
Seit dem 18. Juni 2009 war Kurz Cheftrainer beim Zweitligisten 1. FC Kaiserslautern. In seiner ersten Saison gelang dem FCK der Wiederaufstieg in die Bundesliga. Im August 2010 verlängerten Kurz und das gesamte Trainerteam ihre laufenden Verträge um ein Jahr bis 2012. Im ersten Bundesligajahr erreichte Kurz mit dem 1. FC Kaiserslautern den siebten Tabellenplatz, nachdem zu Saisonbeginn die Mannschaft bei vielen Experten als Abstiegskandidat gegolten hatte.
Nach dem achten Spieltag der Saison 2011/12 hatte der 1. FC Kaiserslautern nur fünf Punkte geholt. Kurz’ Vertrag wurde im Oktober 2011 bis zum 30. Juni 2013 verlängert. An den zwei folgenden Spieltagen gewann der FCK gegen den FC Schalke 04 und den SC Freiburg. Danach folgte eine Serie von 16 sieglosen Spielen in Folge, sodass Kurz am 20. März 2012 beurlaubt wurde.

#### 2013–2017: Kurze Stationen
Ab dem 1. Januar 2013 war Kurz Cheftrainer des Erstligisten TSG 1899 Hoffenheim. Drei Monate später, am 2. April 2013, wurden er und Manager Andreas Müller von ihren Aufgaben entbunden. Zur Saison 2013/14 übernahm Kurz die Zweitligaelf des FC Ingolstadt 04 als Nachfolger von Tomas Oral. Auch dieses Engagement – der Vertrag lief bis 2016 – endete schon nach neun Spieltagen. Am 30. September 2013 wurde er nach der siebten Niederlage der Mannschaft und auf dem letzten Tabellenplatz stehend entlassen.
In der Winterpause der Saison 2015/16 verpflichtete die abstiegsbedrohte Düsseldorfer Fortuna Kurz als Cheftrainer. Er trat dort die Nachfolge von Frank Kramer an und erhielt einen bis Juni 2017 gültigen Vertrag. Am 13. März 2016 – nach 81 Tagen – wurde er beurlaubt. Die Mannschaft stand nach vier gewonnenen Punkten aus sieben Partien auf dem Relegationsplatz der 2. Bundesliga.

#### Ab 2017: Australien
Einen neuen Arbeitgeber fand Kurz im Juni 2017 in Australien, als er einen Zwei-Jahres-Vertrag beim A-League-Franchise Adelaide United unterzeichnete. Hier schaffte er 2017 den Einzug ins Finale des FFA Cup, den er 2018 gewinnen konnte. Im März 2019 einigte man sich auf ein Vertragsende aufgrund „keiner gemeinsamen Vision“ zum Saisonende 2019.
Zur Saison 2019/20 unterzeichnete er einen Vertrag beim Ligakonkurrenten Melbourne Victory. Nach 13 Partien hatte die Mannschaft Mitte Januar 2020 bereits 19 Punkte Rückstand auf Tabellenführer und Meister Sydney FC und neben vier Siegen sechs Niederlagen eingefahren. Als Konsequenz daraus trennte sich MV von Kurz und seinem Assistenten Filip Tapalović.

## Erfolge
Als Spieler
- Deutscher Meister: 1995 mit Borussia Dortmund
- UEFA-Pokal-Sieger: 1997 mit dem FC Schalke 04

Als Trainer
- Aufstieg in die 1. Bundesliga: 2010 mit dem 1. FC Kaiserslautern
- 2018: Gewinn des FFA Cup mit Adelaide United

## Sonstiges
Marco Kurz ist der Sohn von Edgar Kurz, dem ehemaligen Vereinspräsidenten der Stuttgarter Kickers.